# Estación de Riazzino
La estación de Riazzino (del italiano: Stazione di Riazzino) es un apeadero de la localidad de Riazzino, en la comuna Suiza de Lavertezzo, en el Cantón del Tesino.

## Historia y situación

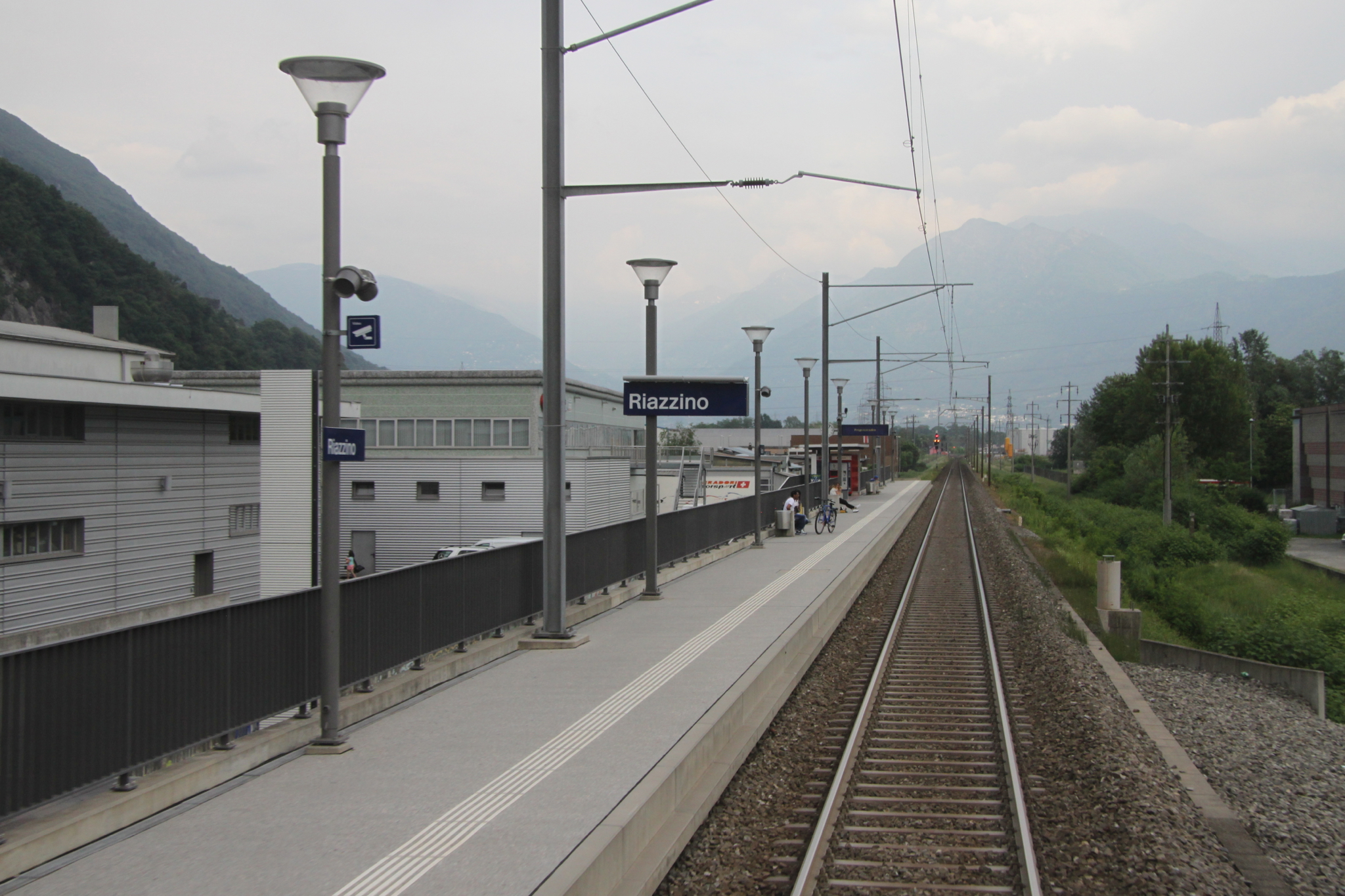
Estación de Riazzino

El apeadero fue inaugurado en el año 1874 con la apertura al tráfico ferroviario de la línea Bellinzona - Locarno.
Se encuentra en el borde sur del núcleo urbano de Riazzino, situado en el sur de la comuna de Lavertezzo. Cuenta con un único andén lateral al que accede una vía pasante.
En términos ferroviarios, el apeadero se encuentra en la línea de vía única Bellinzona - Locarno. Sus dependencias ferroviarias colaterales son la estación de Cadenazzo hacia Bellinzona, y el apeadero de Gordola en dirección Locarno.

## Servicios ferroviarios
Los servicios operados por SBB-CFF-FFS se componen de servicios de corta distancia de ámbito regional, prestados por TiLo.
- S 20 Castione-Arbedo - Bellinzona - Cadenazzo - Locarno.